# Vladimir Popov
Vladimir Popov (* 23. Januar 1977 in Cahul) ist ein ehemaliger moldauischer Gewichtheber.

## Karriere
Popov nahm 1996 an den Olympischen Spielen in Atlanta teil und belegte den 17. Platz in der Klasse bis 64 kg. Bei den Weltmeisterschaften 1998 wurde er Achter in der Klasse bis 62 kg. 1999 wurde er bei den Weltmeisterschaften Neunter. Bei den Olympischen Spielen 2000 in Sydney erreichte er den siebten Platz. 2001 gewann Popov bei den Europameisterschaften die Silbermedaille. Bei den Europameisterschaften 2002 wurde er Vierter. 2003 wurde er wegen eines Dopingverstoßes bis 2005 gesperrt. Bei den Weltmeisterschaften 2006 wurde er Zehnter und bei den  Weltmeisterschaften 2007 Fünfzehnter. 2008 wurde Popov erneut positiv getestet und für vier Jahre gesperrt.